# Neusäß
Neusäß è una città tedesca di 23 251 abitanti, sita nel Land della Baviera. 

## Amministrazione
Attualmente è governata dal sindaco Richard Greiner, di professione insegnante presso il Maria-Theresia-Gymnasium Augsburg. Studioso internazionale e appassionato di storia, ha come riferimenti Jakob Fugger, Bertolt Brecht, Theo Waigel e Claus Schenk, conte von Stauffenberg. Tifoso del FC Bayern Monaco, è sposato ed ha un figlio.

### Gemellaggi
- Bracciano, dal 2001
- Eksjö